# 骑着珀伽索斯的丘比特

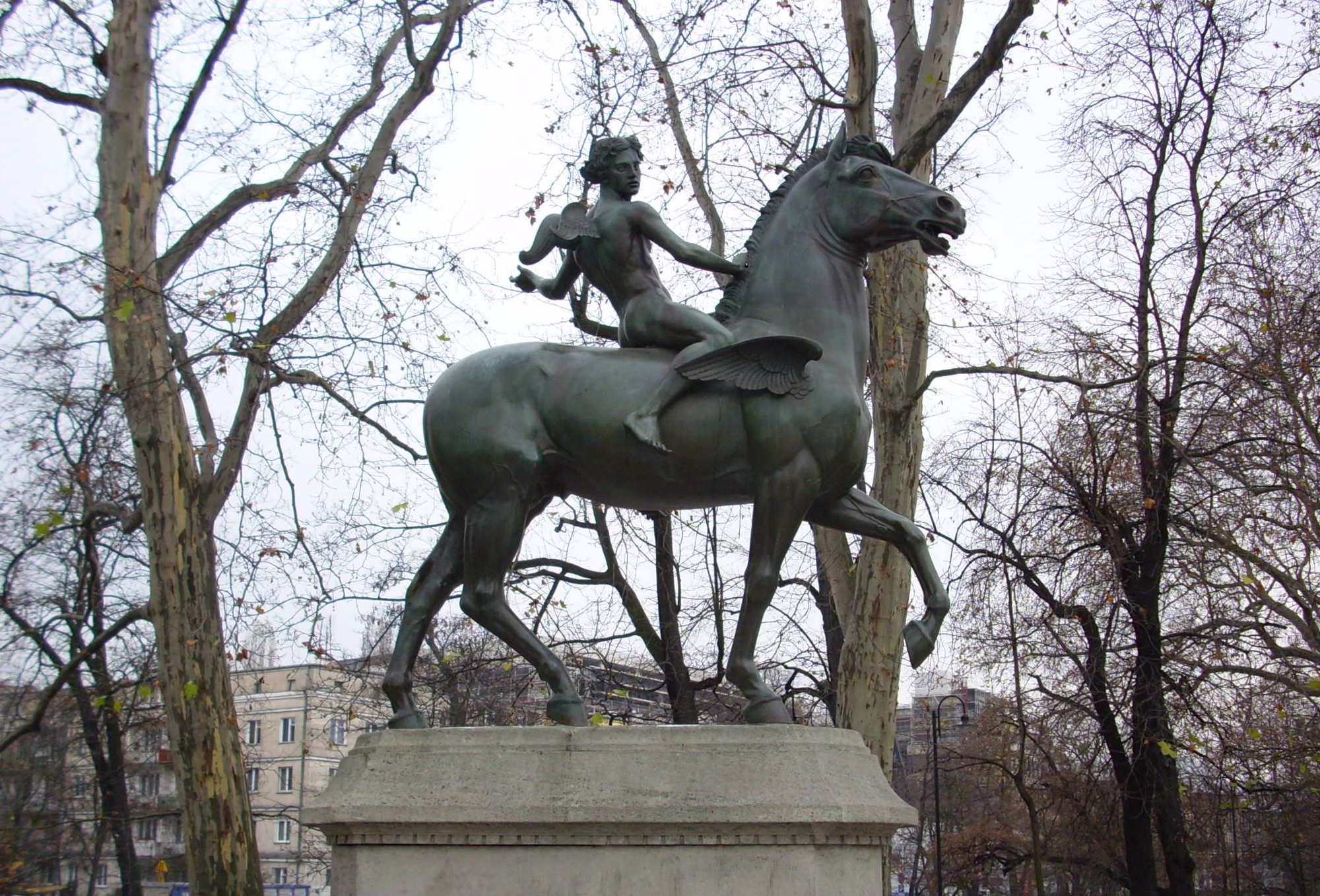

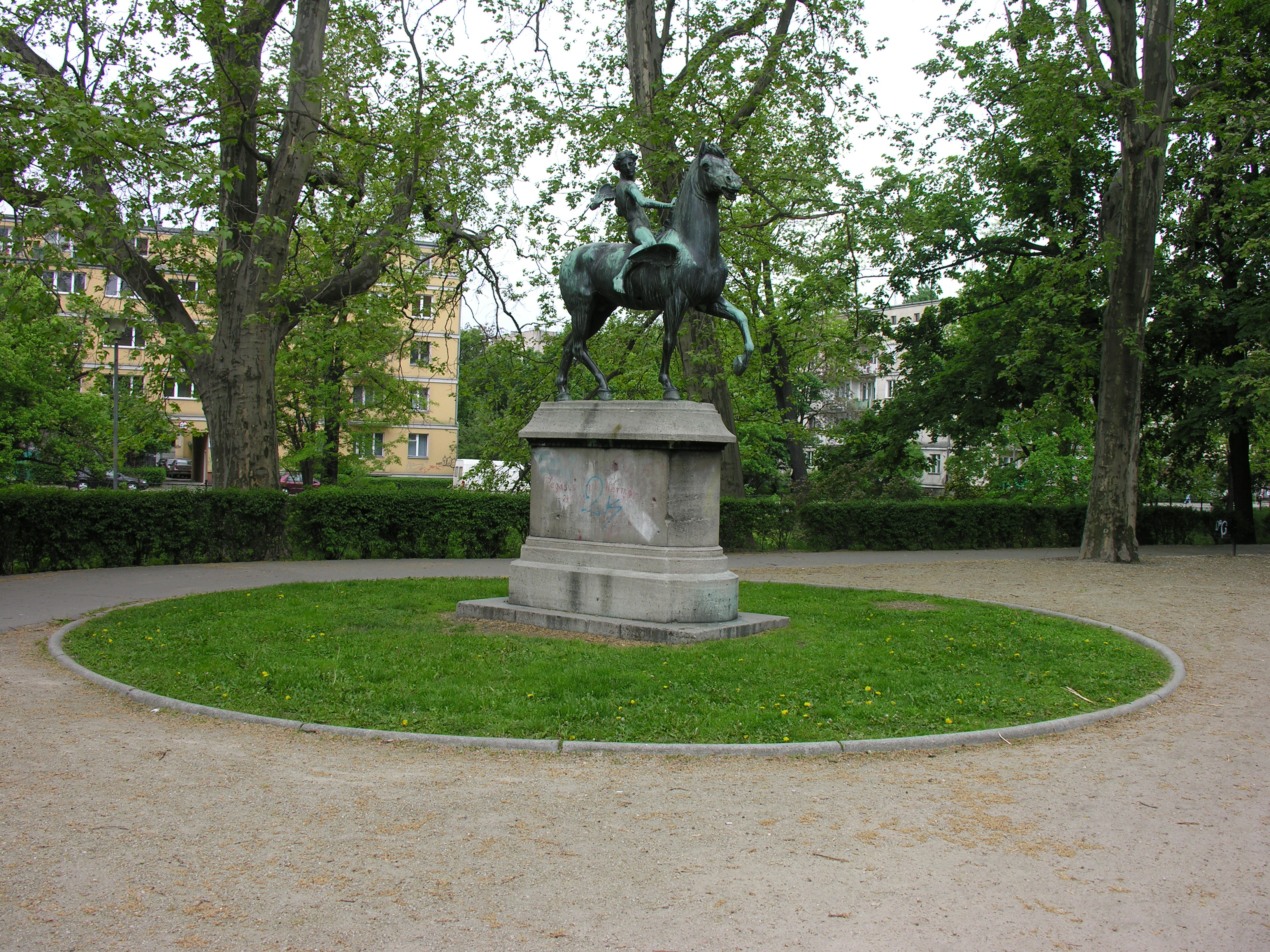

骑着珀伽索斯的丘比特（波蘭語：Pomnik Amora na Pegazie）是波兰弗罗茨瓦夫的一尊雕塑，位于老城区剧院街（Teatralna）尼古拉斯·哥白尼公园（波蘭語：Park Mikołaja Kopernika we Wrocławiu) 雕塑家是西奥多·冯·戈森（Theodor von Gosen）。

## 描述
这座宏伟的铸铜雕塑坐落在公园东端的一个高基座上， 原莱比锡宫的后面。雕塑高约2米，立于2米高的石灰岩台座上（横断面为矩形），有檐口。雕塑呈现了两个神话人物：丘比特骑在珀伽索斯上面，象征爱情和诗歌。丘比特的眼睛是大理石做的，珀伽索斯的眼睛是黄玉做的。

## 历史
揭幕仪式于1914年6月14日举行。最初，它被放置在1913年在百年厅周围举办的百年展览的西里西亚艺术家协会馆内。一年后搬到现在的位置。 